# Animatronic

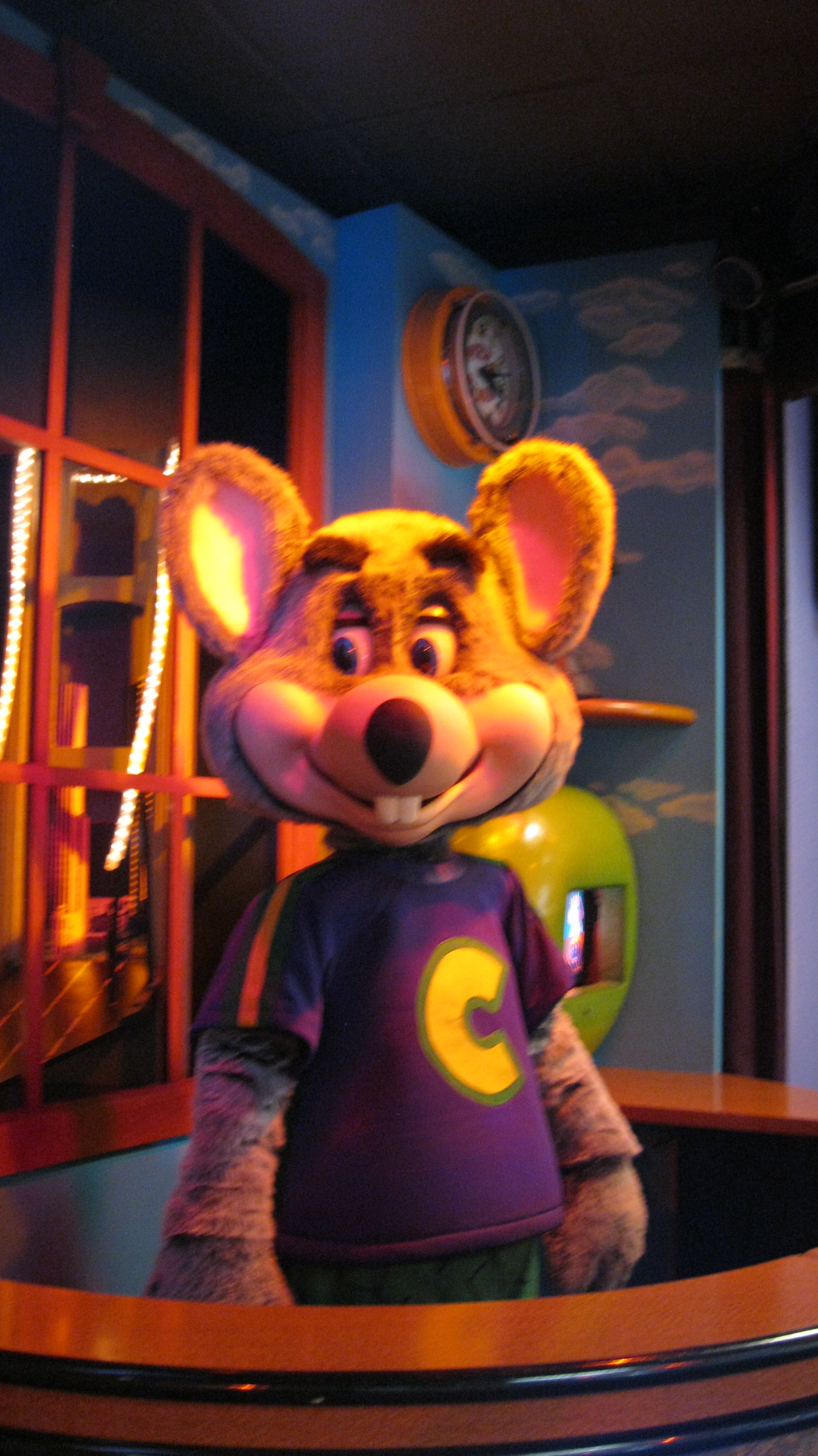
Moderner Animatronic in Gestalt von „Chuck E. Cheese“

Als Animatronic (auch eingedeutscht Animatronik genannt) werden mechanisch, pneumatisch und elektronisch gesteuerte Figuren bezeichnet, die tiergestaltig oder anthropomorph sein können und in Vergnügungsparks, auf Jahrmärkten, vor großen Kaufhäusern und in der Filmindustrie für Unterhaltung sorgen sollen.

## Etymologie
Der moderne Begriff Animatronic ist ein Kofferwort, das sich aus den englischen Wörtern Animation (zu deutsch „Animation“, „Bewegung“) und Electronic (zu deutsch „Elektronik“) zusammensetzt und vorrangig auf die Funktionsweise der Figur hindeutet. Sowohl die englische als auch die deutsche Begriffsform stammen aus dem Bereich der Vergnügungsparks, wo die Figuren anfänglich am häufigsten eingesetzt wurden.

## Vorläufer
Mechanisch gesteuerte Spieluhren, Roboter und Puppen sind möglicherweise schon seit der Antike bekannt. Bereits das chinesische Werk Liezi (chin. 列子; um 30 n. Chr.) beschreibt einen angeblichen „mechanischen Menschen“. Die lebensgroße Figur soll in der Lage gewesen sein, zu posieren, zu gehen und sogar zu singen. Es ist umstritten, ob es sich um einen wirklich rein mechanischen Apparat oder nicht eher um einen verkleideten Schauspieler handelte. Um 1551 entwickelte und konstruierte der berühmte Erfinder und Maler Leonardo da Vinci den sogenannten Automata Leone, einen mechanischen Löwen, der – zeitgenössischen Augenzeugenberichten zufolge – nicht nur gehen, sondern auch nicken und sich hinsetzen konnte. Da Vinci hatte die Figur dem französischen König Franz I. zum Geschenk gemacht, als Dank für erfolgreiche Allianzen Lyons mit Florenz. Der Automata Leone wäre demnach ein mechanischer Vorläufer eines Animatronics gewesen.

## Aufbau

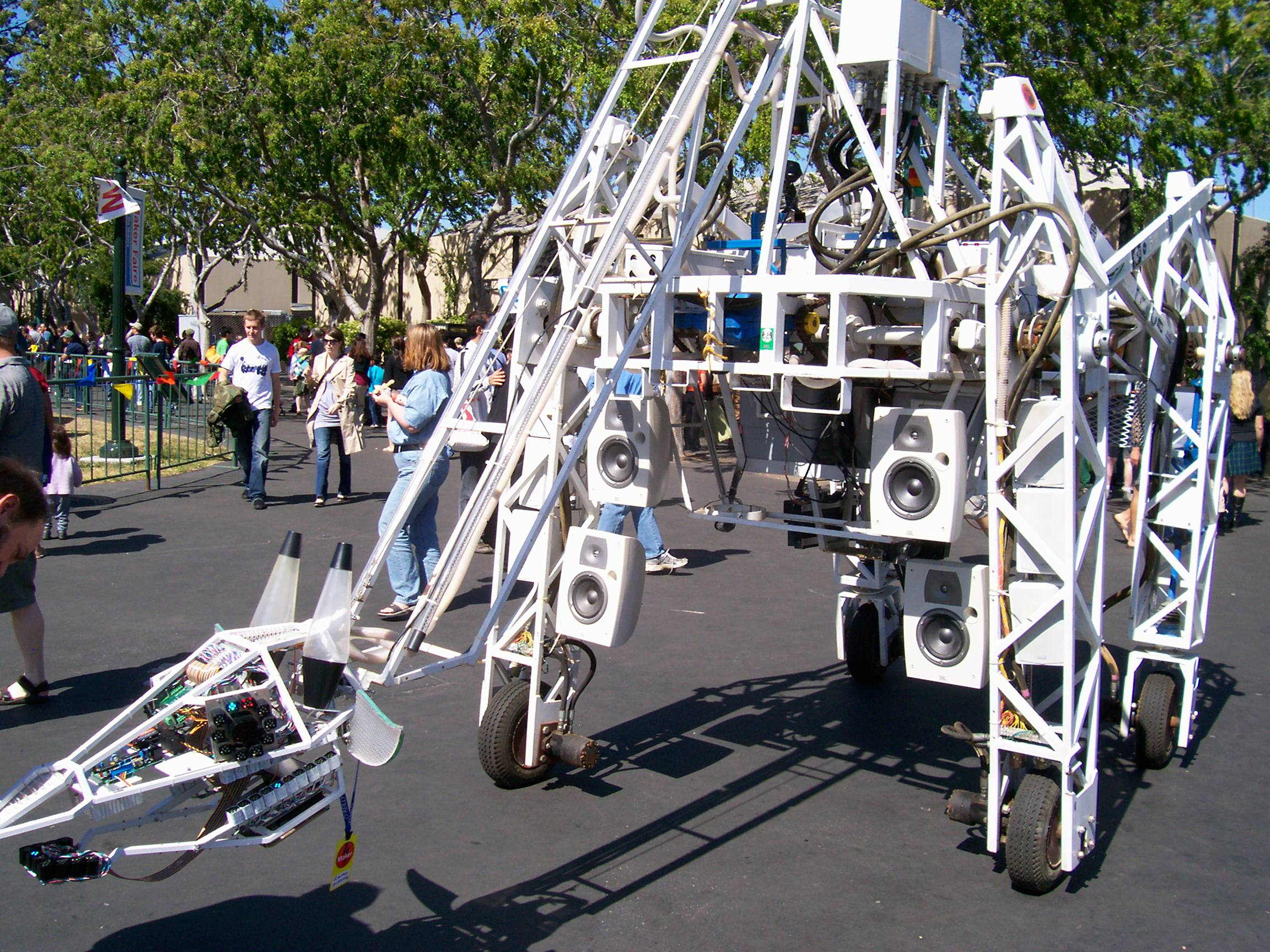
Endoskelett eines modernen Animatronics

Für gewöhnlich bestehen Animatronics aus einem mechanischen Endoskelett, einer Ummantelung und einem Kostüm. Das Endoskelett ist so aufgebaut, dass es die Grundform der animatronischen Figur vorgibt und Ummantelung und Kostüm nur noch angepasst werden müssen. Es kann aus Aluminium, Kunststoff und/oder Stahl bestehen. Wie bei einer Marionette, so sind die meisten Körperteile dank elektronisch gesteuerter Kleinmotoren mehr oder weniger frei beweglich. Dabei muss die Beweglichkeit nicht auf die Hauptgliedmaßen (wie Arme, Beine und Kopf) beschränkt sein. Modernste Animatronics verfügen beispielsweise über eine äußerst komplexe und mannigfaltige Gesichtsmechanik, die realitätsnahe Mimiken und Gesten erlaubt. Die Ummantelung umgibt nur bestimmte Teile des Endoskeletts, um diese zu schützen und um Stromschläge zu vermeiden. Sie wird aber auch zur Formgebung genutzt, das heißt, es werden Körperbereiche wie zum Beispiel Oberschenkel, Brust und Gesäß vorgeformt, angepasst und später vom Kostüm überdeckt. Das Kostüm schließlich besteht aus meist zwei oder drei Lagen aus Schaumstoff und anderen, für Kostüme übliche Materialien (zum Beispiel Federn und Kunstfell). Für bestimmte Filmmonster werden Animatronic-Kostüme oft aufwendig geschminkt.

## Funktionsweise
Moderne Animatronics sind computergesteuert. Die Arbeitsmethodik lässt sich in zwei Phasen gliedern: Programmierung der Software und Abstimmung der Wiedergabe. Während der Programmierphase werden die künftigen Bewegungen der Spielfigur sowie der dazu ausgewählte Soundtrack in die Steuerungssoftware eingegeben. In der Playbackphase werden Bewegung und Soundtrack so synchron wie möglich aufeinander abgestimmt, bis sie ergebnisgerecht zueinander passen. Dabei kann die Playbackphase entweder manuell (über Joystick, Tastatur und diverse Knöpfe) oder via sogenannten Motion Capture ausgeführt werden. Nach der Programmierung werden Soundtrack- und Bewegungsbefehle an die Mechanik der Spielfigur übertragen, welche die Bewegungen ausführt, während über (meist verborgene) Lautsprecher die Musik abgespielt wird.

## Einsatzbereiche
Moderne Animatronics werden vorrangig in Themen- und Vergnügungsparks, auf Jahrmärkten und manchmal auch in großen Kaufhäusern aufgestellt. Sie finden jedoch auch Verwendung in der Filmindustrie. So sind viele in Filmen der 1980er und 1990er Jahre dargestellte Tiere und Monster (zum Beispiel die Figuren T-Rex und Godzilla) Animatronics. Ein sehr bekanntes Beispiel ist Jurassic Park von 1993, die meisten der im Film präsentierten Dinosaurier sind teils ferngesteuerte Animatronics, teils Darsteller in Kostümen. Im Finale des Horrorfilms Die Fliege kommen verschiedene technische Methoden der Animatronic zum Einsatz, um ein riesiges Fliegenmonster in Bewegung zu bringen. Dabei bedienten neun Puppenspieler das Fliegen-Modell.
Der Einsatz von Animatronics in der Filmindustrie hat allerdings aufgrund der Verfügbarkeit von CGI-Grafik und ähnlicher Spezialeffekt-Software stark nachgelassen. Dass der Einsatz von Animatronics auch andernorts zeitweise nachlässt, ist auf die Einstellung und Haltung der modernen Jugend zurückzuführen, deren Unterhaltungsansprüche und -erwartungen durch Internet und Smartphones stark gestiegen sind. Animatronics gelten oft als „out“ und „oldschool“. Allerdings wurde das Interesse an Animatronics durch die Computerspiel-Serie Five Nights at Freddy’s wieder gesteigert.
Tierfilmer wie der britische Dokumentarfilmer John Downer nutzen täuschend echt wirkende Animatronics in Tiergestalt mit eingebauten Kameras und Lautsprechern, um andere Tiere und deren Verhalten aus unmittelbarer Nähe beobachten und filmen zu können. Die ferngesteuerten Systeme ahmen die natürlichen Bewegungsmuster der Tiere nach und geben Locklaute von sich.